# Ryan Baird
Ryan Baird (Dublino, 26 luglio 1999) è un rugbista a 15 irlandese, che gioca come seconda linea nel Leinster.

## Biografia
Formatosi rugbisticamente nel St Michael's College di Dublino, Baird entrò a far parte dell'accademia del Leinster a partire dall'annata 2018-19. Esordì in prima squadra contro l'Ulster nell'ultima partita della stagione regolare del Pro14 2018-2019, campionato poi vinto da Leinster. L'anno successivo debuttò anche nelle coppe europee disputando il quarto di finale della Champions Cup 2019-20 perso contro i Saracens. Riuscì, però, a conquistare il secondo titolo della sua carriera con la vittoria del Pro14 2019-2020, successo poi ripetuto anche nella stagione seguente.
A livello internazionale, Baird partecipò al Campionato World Rugby Under-20 2019 con la selezione giovanile irlandese dopo aver conseguito il grande slam nel Sei Nazioni di categoria lo stesso anno. Fu convocato per la prima volta nell'Irlanda dal commissario tecnico Andy Farrell nel corso del Sei Nazioni 2020, ma non ottenne alcuna presenza. Il suo esordio internazionale avvenne durante il Sei Nazioni 2021 nella partita contro l'Italia, squadra contro la quale segnò la sua prima meta in nazionale l'anno successivo. Fece poi parte della selezione che conquistò il Grande Slam nel Sei Nazioni 2023.

## Palmarès
- Pro14: 3
Leinster: 2018-19, 2019-20, 2020-21